# The New Dress
The New Dress é um filme mudo de 1911 norte-americano em curta-metragem, do gênero dramático, dirigido por D. W. Griffith e estrelado por Blanche Sweet.

## Elenco
- Wilfred Lucas
- Dorothy West
- W. Chrystie Miller
- Vivian Prescott
- Mack Sennett
- Blanche Sweet
- Kate Toncray
- Charles West